# Ludwig Timotheus Spittler
Ludwig Timotheus Spittler, född 11 november 1752 i Stuttgart, död där 14 mars 1810, var en tysk historiker och politiker.
Spittler blev vid Göttingens universitet 1779 professor i kyrkohistoria och 1782 i politisk historia. År 1797 inträdde han i württembergsk statstjänst och blev 1806 minister. Som politisk historiker tog han intryck av Voltaire, som kyrkohistoriker av Johann Salomo Semler och Gotthold Ephraim Lessing.